# 浦島駅
浦島駅（うらしまえき）は、かつて愛知県知多郡富貴村東大高（現在の武豊町）にあった名古屋鉄道知多線の駅。
浦島太郎が持ち帰った玉手箱が祀られているとされる知里付神社より北西地点に設置されていた。

## 歴史
- 1933年（昭和8年）7月10日 - 知多鉄道知多武豊駅 - 富貴駅間に新設開業[4]。
- 1943年（昭和18年）2月1日 - 合併により名古屋鉄道知多線の駅となる。
- 1944年（昭和19年） - 休止[4]。
- 1966年（昭和41年）6月21日 - 知多武豊駅 - 富貴駅間複線化[5]。
- 1969年（昭和44年）4月5日 - 廃止[4]。

## 大足駅新設計画と知多新線初期構想
河和線知多半田駅以南の複線化が1960年より進展し、1962年（昭和37年）までに知多武豊駅までが複線化された。休止中の浦島駅を含む知多武豊駅 - 富貴駅間の複線化は1965年（昭和40年）より用地買収に取り掛かり、地権者との買収価格交渉に難航しつつも同年中に用地買収を完了した。
地元の大足地区ではこの複線化計画に合わせて大足駅の新設と区画整理を計画した。駅予定地は浦島駅より北側の大字東大高字西長峰19番地を予定し、「名鉄大足駅誘致促進特別委員会」を組織して名鉄に駅新設を強く働きかけたが、運動が実ることなく計画倒れに終わった。
一方、名鉄では南知多の内海まで延伸する知多新線計画が立ち上がり、1966年（昭和41年）9月5日には武豊信号所 - 内海間の鉄道敷設免許申請が行われた。同申請は1967年（昭和42年）12月14日に認可されるが、河和線からの分岐点である武豊信号所の想定位置は大足駅誘致計画と同じ西長峰であった。そのため駅新設を望む地元との折り合いがつかず用地買収に難航し、問題が解決する見込みも立たなかったため、名鉄は計画を見直し最終的に富貴駅を分岐駅とするルートに変更し知多新線建設を進めることになった。

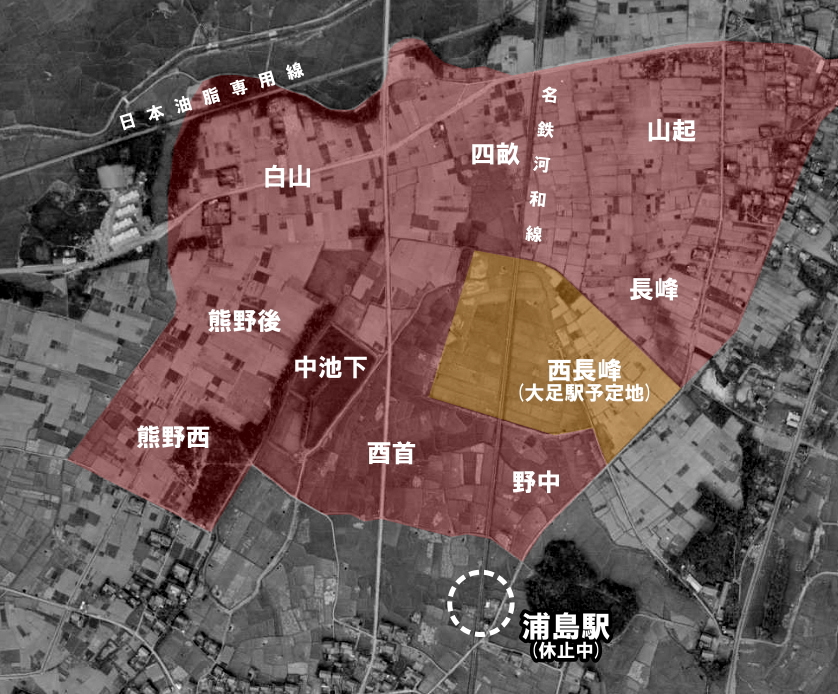
大足駅新設計画の区画整理予定区域[5]と休止中の浦島駅（1959年） 帰属：国土交通省「国土画像情報（カラー空中写真）」 <配布元：国土地理院地図・空中写真閲覧サービス

## 隣の駅
所属路線、隣の駅は営業時代のもの。
名古屋鉄道
知多線
急行
通過
普通
知多武豊駅 - 浦島駅 - 富貴駅